# White Ladder
White Ladder – czwarty album studyjny w dorobku brytyjskiego muzyka Davida Graya, wydany w listopadzie 1998 roku. 
Z albumu ukazało się łącznie osiem singli: "This Year's Love" w marcu 1999 roku (i wznowiony w marcu 2001), "Babylon" w lipcu 1999 (i wznowiony w czerwcu 2000), "Please Forgive Me" w listopadzie 1999 (i wznowiony w październiku 2000), "Sail Away" w lipcu 2001 oraz kower utworu Soft Cell: "Say Hello Wave Goodbye" w grudniu 2001.

## Lista utworów
1. "Please Forgive Me" 	–	5:35	(napisał: Gray)
2. "Babylon" 	–	4:25	(Gray)
3. "My Oh My" 	–	4:37	(Gray, McClune)
4. "We're Not Right" 	–	3:03	(Gray, McClune, Polson)
5. "Nightblindness" 	–	4:23	(Gray)
6. "Silver Lining" 	–	6:00	(Gray)
7. "White Ladder" 	–	4:14	(Gray, McClune, Polson)
8. "This Year's Love" 	–	4:05	(Gray)
9. "Sail Away" 	–	5:15	(Gray)
10. "Say Hello Wave Goodbye" 	–	9:03 (Almond, Ball)

Wersja brytyjska albumu zawierała utwór ukryty w pregapie:
1. "I Can't Get Through to Myself" –	1:56 (Gray)

Na wydaniu amerykańskim pojawił się utwór bonusowy:
1. "Babylon II" 	–	3:38 (Gray)

Wersja albumu White Ladder wydana w Japonii:
1. "Please Forgive Me" 	–	5:35	(Gray)
2. "Babylon" 	–	4:25	(Gray)
3. "My Oh My" 	–	4:37	(Gray, McClune)
4. "We're Not Right" 	–	3:03	(Gray, McClune, Polson)
5. "Nightblindness" 	–	4:23	(Gray)
6. "Over My Head" 	–	4:23	(Gray) - utwór bonusowy
7. "Silver Lining" 	–	6:00	(Gray)
8. "White Ladder" 	–	4:14	(Gray, McClune, Polson)
9. "This Year's Love" 	–	4:05	(Gray)
10. "Sail Away" 	–	5:15	(Gray)
11. "Say Hello Wave Goodbye" –	9:03 (Almond, Ball)

## Twórcy
- David Gray – śpiew, gitara, pianino, klawisze
- Craig McClune – bębny, śpiew, klawisze, gitara basowa
- Tim Bradshaw – klawisze na ścieżkach 2, 3, 6, 8 i 10
- Simon Edwards – gitara basowa w utworach 3, 6 i 10
- Colm Mac Con Iomaire – skrzypce w utworze 6

## Historia premier
| Kraj              | Data                 | Wytwórnia płytowa | Format          | nr. katalogowy # |
| ----------------- | -------------------- | ----------------- | --------------- | ---------------- |
| Wielka Brytania   | listopad 1998        | IHT Records       | CD              | IHT CD001        |
| Wielka Brytania   | 8 marca 1999         | IHT/EastWest      | CD (wznowinie)  | 8573-82983-2     |
| Stany Zjednoczone | 1 maja 2000          | RCA/ATO           | CD (11 utworów) | 07863 69351-2    |
| Japonia           | 11 października 2000 | EastWest/WEA      | CD (11 utworów) | AMCE-7198        |